# Johann Georg Bunsen
Johann Georg Bunsen (* 15. Juni 1766 in Frankfurt am Main; † 14. Januar 1833 ebenda) war Münzmeister und Stadtgeometer in Frankfurt am Main. 

## Leben und Werk
Johann Georg Bunsen war der zweite Sohn von Philipp Christian Bunsen und Christine Elisabeth geb. Linden. Sein älterer Bruder war der Schriftsteller Philipp Ludwig Bunsen, sein jüngerer Bruder der Göttinger Professor Christian Bunsen. Der Chemiker Robert Bunsen war sein Neffe.
1790 trat er die Nachfolge seines Vaters als städtischer Münzmeister und Geometer der Reichsstadt Frankfurt an. 1797 vermaß er die Flächen des St. Katharinen- und Weißfrauenstifts, eine der bedeutenden öffentlichen-mildtätigen Stiftungen Frankfurts, und fertigte Riß an. Das Stift verfügt bis heute über große landwirtschaftlich genutzte Flächen in Frankfurt und Umgebung.
1791 heiratete er Charlotte Augusta Christiana Huth (1766–1847), die 1807 eine Höhere Töchterschule in Frankfurt gründete. Mit ihr hatte er drei Söhne. Alle drei waren 1833 in den Frankfurter Wachensturm verwickelt, zwei von ihnen wanderten nach Amerika aus:
1. Georg Bunsen (1794–1872) wurde Anhänger der Pestalozzischen Lehrmethoden und gründete 1820 eine Erziehungsanstalt für Knaben. 1834 wanderte er nach Amerika aus und ließ sich in Belleville (Illinois) nieder, wo er eine Pestalozzischule gründete.
2. Karl Bunsen (1796–1839) wurde praktischer Arzt und Geburtshelfer in Frankfurt. Wegen Mitwisserschaft und Beteiligung an einem Komplott zur Gefangenenbefreiung wurde er 1834 zu vier Jahren Zuchthaus verurteilt.
3. Gustav Bunsen (1804–1836) wurde Chirurg und führte 1833 den Angriff auf die Hauptwache und die Konstablerwache an. Nach dem Scheitern der Revolution wanderte er über Frankreich nach Amerika aus. 1836 fiel er als Freiwilliger im Texanischen Unabhängigkeitskrieg.